# Эскадренные миноносцы типа «Дору»
Эска́дренные миноно́сцы ти́па «Дору» (порт. Classe Douro) — тип эскадренных миноносцев, состоявших на вооружении ВМС Португалии. Близки по конструкции к британским ЭМ типа «Ривер». Изготавливались в Британии на верфи «Ярроу», собирались из готовых секций в Лиссабоне.
Головной «Дору» на испытаниях развил ход 30,3 узла; в годы Первой мировой войны занимался эскортированием французских транспортов.
5 декабря 1917 года португальская армия подняла вооруженный мятеж против правительства, возглавленный Сидониу Паишем. 8 декабря флот принял ответные меры для восстановления республиканского правительства. Броненосец «Васко да Гама», бывший флагманским кораблём флота, а также эскадренные миноносцы «Дору» и «Гвадиана», стоявшие на якоре в Лиссабоне, были обстреляны полевой артиллерией армии. Броненосец открыл ответный огонь, однако спустя 25 минут прекратил его и поднял белый флаг, эсминцам было приказано сделать то же самое. Ни один из кораблей не был повреждён во время инцидента.
«Вога» потерпел крушение 1.05.1931. «Тамега» находился в боевом строю флота до 1945 года, считался устаревшим и использовался как учебный корабль.

## Представители проекта
| Эсминец    | Спущен на воду | Начало службы | Списание |
| ---------- | -------------- | ------------- | -------- |
| «Douro»    | 22.1.1913      |               | 1931     |
| «Tamega»   | 21.10.1922     |               | 1945     |
| «Guadiana» | 21.09.1914     |               | 1934     |
| «Vouga»    | 31.12.1920     |               | 1931     |